# Nicanor Zabaleta
Nicanor Zabaleta (* 7. Januar 1907 in San Sebastián; † 31. März 1993 in San Juan (Puerto Rico)) war ein spanischer Harfenist.

## Leben
Nicanor Zabaleta studierte Harfe zunächst in Spanien bei Vincenta Tormo de Calvo und Luisa Menarguez, gefolgt von Privatunterricht bei Marcel Tournier in Paris, wo er 1926 auch sein offizielles Konzertdébut hatte, an das sich eine 66-jährige Solokarriere anschloss. Nach kurzer Militärzeit übersiedelte Zabaleta in die USA und trat 1934 erstmals in New York auf, es folgten Tourneen nach Kuba und Mexiko. 1950 lernte er bei einem Konzert in Puerto Rico seine spätere Frau Graziela Torres kennen, die er 1952 heiratete. 1951 kehrte Zabaleta nach Spanien zurück und konzertierte in zahlreichen europäischen Städten. Sein letztes Konzert gab Zabaleta im Juni 1992 in Madrid.
Ab 1957 entstanden zahlreiche Aufnahmen für die Deutsche Grammophon. 1983 wurde Zabaleta mit dem spanischen Premio Nacional de Música ausgezeichnet, 1988 wurde er in die Real Academia de Bellas Artes de San Fernando gewählt.
Zabaletas Repertoireschwerpunkt galt dem 18. Jahrhundert und dem Neoklassizismus, er setzte sich aber auch intensiv für das Werk des romantischen Komponisten Elias Parish Alvars ein und brachte zudem eine Reihe zeitgenössischer Werke zur Uraufführung, so die Harfenkonzerte von Alberto Ginastera und Xavier Montsalvatge sowie das Konzert für Harfe und Elektronik von Josef Tal. Auf seine Bitte hin arrangierte Joaquín Rodrigo sein Concierto de Aranjuez für die Harfe.